# Deus de Promessas (canção)
"Deus de Promessas" é uma canção gravada pelo grupo cristão brasileiro Toque no Altar, presente inicialmente no álbum Deus de Promessas, lançado em 2005. Foi composta por Davi Sacer, Ronald Fonseca e Verônica Sacer, sendo interpretada por Davi.
Um dos maiores sucessos da banda, a canção foi escrita após um período intenso de composições sobre as promessas divinas por sugestão do pastor do Ministério Apascentar de Nova Iguaçu, Marcus Gregório. Ao ser lançada, a faixa foi um sucesso imediato e venceu o Troféu Talento 2006 de Música do Ano, rendendo também indicações e prêmios individuais a Davi Sacer e Ronald Fonseca.
"Deus de Promessas" recebeu várias regravações da própria banda e de outros músicos evangélicos. Algumas versões mais notórias são uma versão em espanhol lançada em 2014, nos vocais de Luiz Arcanjo, pela banda Trazendo a Arca, sob o título "Dios de Promesas", e a versão gravada por Davi Sacer juntamente com Simone Mendes, da dupla Simone & Simaria, para o álbum 15 Anos, de 2019.

## Composição
Em entrevista ao Super Gospel em 2020, Verônica contou que as composições do álbum Deus de Promessas, bem como a faixa-título, surgiram após um desafio proposto pelo pastor Marcus Gregório, do Ministério Apascentar de Nova Iguaçu. Segundo ela, Marcus Gregório para que ela e Davi Sacer, enquanto casal, compusessem músicas que falassem das promessas de Deus do texto de Deuteronômio 28:1-14. Davi Sacer já tinha escrito sozinho algumas composições, entre elas "Aleluia, Hosana" e "Te Adoro Senhor", do álbum Toque no Altar, mas Verônica não tinha um trabalho significativo como compositora, o que lhe gerou pânico. Pensando sobre isso, ela pediu para que Ronald Fonseca fosse recrutado para o projeto, já que ele poderia contribuir com a construção de melodias, o que foi permitido pelo pastor.
Em uma entrevista publicada no site do Toque no Altar em 2006, Verônica também afirmou que o período de composição do álbum e da canção envolveu um sonho. "Davi e eu estávamos em Fortaleza quando amanheceu o dia. Ao acordar, a primeira coisa que fiz, foi tentar lembrar a música que eu ouvi naquele sonho. Era uma música linda que parecia hino nacional cantada por todo mundo de todas as classes. Me recordo que via em sonho essa canção sendo cantada na zona nobre, nas favelas e existia uma grande concentração de pessoas entoando este cântico. No sonho, quem tinha feito essa música era eu, Davi e Ronald, foi um sonho profético".

## Gravação
"Deus de Promessas", assim como todo o álbum, conteve créditos de produção musical divididos entre Ronald Fonseca e Davi Sacer. Foi a primeira e única vez em toda a carreira de Sacer que o músico foi creditado como produtor. A canção teve participação do guitarrista Rick Ferreira, conhecido por gravar com artistas como Raul Seixas, que ficou responsável pelo pedal steel.

## Recepção
A canção é um dos maiores sucessos de público e crítica do grupo e vencedora do Troféu Talento de 2006 na categoria de música do ano, a canção alcançou popularidade virou um hit nas igrejas e rádios cristãs do Brasil. A canção é considerada por muitos uma das mais notáveis do grupo.
Roberto Azevedo, para o Super Gospel, disse que a canção "é uma declaração à fidelidade de Deus, na certeza do cumprimento de suas promessas para aqueles que o buscam com sinceridade".

## Regravações
A canção foi regravada várias vezes no meio cristão e pela própria banda. Por outros artistas, destacam-se a regravação instrumental do saxofonista André Paganelli para o álbum Instrumental Praise 8 (2008) e a versão em pagode de Waguinho para o álbum Samba Adorador, (2011). O padre Hewaldo Trevisan também regravou "Deus de Promessas" em 2010, para o disco O Céu Se Abre.
O próprio Toque no Altar fez uma regravação para o álbum Deus de Promessas ao Vivo, de 2006, com a interpretação de Davi Sacer, com participação de Luiz Arcanjo na parte final. O Trazendo a Arca a registrou nos discos Ao Vivo no Japão  (novamente interpretada por Davi) e Español (desta vez, nos vocais de Luiz Arcanjo). Em 2020, um trecho da faixa foi novamente tocada pelo Trazendo a Arca em parceria com o ex-vocalista Davi Sacer durante o show de reunião da formação clássica da banda. A performance, que contou com os vocais de Arcanjo, não chegou a fazer parte do álbum O Encontro, e se caracterizava por uma interpretação semelhante a dada por Luiz no álbum em espanhol. Já em 2023, em comemoração aos 20 anos do grupo, o baixista Deco Rodrigues regravou a canção em carreira solo.
"Deus de Promessas" também fez parte de várias coletâneas. A primeira dela foi em 2010, no álbum O Melhor do Louvor das Igrejas Vol. 4, coletânea distribuída pela gravadora MK Music. Foi também escolhida como uma das faixas da coletânea 10 Anos do Trazendo a Arca, compilação lançada em 2012.
"Deus de Promessas" também fez parte com frequência do repertório de Davi Sacer em seus shows. Em carreira solo, regravou-a no DVD No Caminho do Milagre, lançado em 2011. No entanto, a regravação mais notável da canção se deu em 2018, para o álbum 15 Anos (2019), lançado pela gravadora Som Livre. Esta versão contou com a participação de Simone Mendes, então parte da dupla Simone & Simaria, e foi lançada como single e videoclipe em 2018, alcançando mais de 100 milhões de visualizações em poucos meses. Simaria, na época, estava com tuberculose e, por isso, a canção não foi creditada a dupla.

### Vendas e certificações
Versão single, 2018.
| País   | Associação de gravadoras | Certificação | Vendas    |
| ------ | ------------------------ | ------------ | --------- |
| Brasil | Pro-Música Brasil        | - 3× Platina | - 240.000 |

## Premiações
| Premiação      | Categoria     | Resultado | ref   |
| -------------- | ------------- | --------- | ----- |
| Troféu Talento | Música do ano | Venceu    | [ 6 ] |

## Ficha técnica
Abaixo listam-se os músicos envolvidos na gravação da versão original (2005), segundo o encarte:
Banda
- Davi Sacer - vocais, produção musical e composição
- Ronald Fonseca - piano, arranjos, composição, produção musical e mixagem
- Verônica Sacer - vocal de apoio e composição
- Luiz Arcanjo - vocal de apoio
- André Mattos - bateria
- Deco Rodrigues - baixo
- Marcell Compan - violão e guitarra
- Vânia Franco - vocal de apoio
- Silvânia Costa - vocal de apoio

Músicos convidados
- Flávia - vocal de apoio
- Rafael Bitencourt - vocal de apoio
- Ricardo Amado - violino
- Rick Ferreira - pedal steel

Equipe técnica
- Aureo Luis - mixagem
- Toney Fontes - mixagem e masterização

Design
- David Cerqueira - projeto gráfico